# Florentin Dumitru
Florentin Dumitru (ur. 25 maja 1977 w Bolintin-Vale) – piłkarz rumuński grający na pozycji prawego obrońcy. Od 2010 roku jest zawodnikiem klubu Petrolul Ploeszti.

## Kariera klubowa
Karierę piłkarską Dumitru rozpoczął w klubie Sportul Studențesc. W 1996 roku awansował do kadry pierwszej drużyny. 31 lipca 1996 zadebiutował w pierwszej lidze rumuńskiej w przegranym 1:4 wyjazdowym meczu z Jiul Petroszany. W Sportulu Studențesc występował przez 2 lata, do końca sezonu 1997/1998, w którym klub z Bukaresztu spadł do drugiej ligi. Po spadku Sportulu Studențesc  Dumitru odszedł do Astry Ploeszti i grał w niej do wiosny 2000 roku.
Jeszcze w trakcie sezonu 1999/2000 Dumitru przeszedł z Astry do Steauy Bukareszt. Występował w niej do końca 2005 roku i był jej podstawowym zawodnikiem. Wraz ze Steauą trzykrotnie był mistrzem kraju w sezonach 2000/2001, 2004/2005 i 2005/2006.
Na początku 2006 roku Dumitru odszedł do drużyny Jiul Petroszany, a latem tamtego roku został zawodnikiem Naționalu Bukareszt, z którym w 2007 roku spadł do drugiej ligi. Następnie odszedł do drugoligowej Concordii Chiajna i spędził w niej 3 lata. W 2010 roku został zawodnikiem Petrolulu Ploeszti. W 2011 roku wywalczył z nim awans z drugiej do pierwszej ligi.
| Sezon   | Klub               | Kraj    | Rozgrywki | Mecze | Bramki |
| ------- | ------------------ | ------- | --------- | ----- | ------ |
| 1996/97 | Sportul Studențesc | Rumunia | Divizia A | 32    | 3      |
| 1997/98 | Sportul Studențesc | Rumunia | Divizia A | 29    | 1      |
| 1998/99 | Astra Ploeszti     | Rumunia | Divizia A | 32    | 0      |
| 1999/00 | Astra Ploeszti     | Rumunia | Divizia A | 26    | 0      |
| 2000/01 | Steaua Bukareszt   | Rumunia | Divizia A | 7     | 1      |
| 2000/01 | Steaua Bukareszt   | Rumunia | Divizia A | 28    | 1      |
| 2001/02 | Steaua Bukareszt   | Rumunia | Divizia A | 30    | 4      |
| 2002/03 | Steaua Bukareszt   | Rumunia | Divizia A | 22    | 1      |
| 2003/04 | Steaua Bukareszt   | Rumunia | Divizia A | 28    | 1      |
| 2004/05 | Steaua Bukareszt   | Rumunia | Divizia A | 20    | 0      |
| 2005/06 | Steaua Bukareszt   | Rumunia | Divizia A | 7     | 0      |
| 2005/06 | Jiul Petroszany    | Rumunia | Divizia A | 4     | 0      |
| 2006/07 | Național Bukareszt | Rumunia | Divizia A | 18    | 0      |
| 2007/08 | Concordia Chiajna  | Rumunia | Liga II   | 16    | 0      |
| 2008/09 | Concordia Chiajna  | Rumunia | Liga II   | 0     | 0      |
| 2009/10 | Concordia Chiajna  | Rumunia | Liga II   | 19    | 2      |
| 2010/11 | Petrolul Ploeszti  | Rumunia | Liga II   | 28    | 3      |
| 2011/12 | Petrolul Ploeszti  | Rumunia | Liga I    |       |        |

## Kariera reprezentacyjna
W reprezentacji Rumunii Dumitru zadebiutował 2 lutego 2000 roku w wygranym 2:0 towarzyskim meczu z Łotwą. W barwach Rumunii grał w eliminacjach do MŚ 2002 i Euro 2004. W kadrze Rumunii od 2000 do 2004 roku rozegrał łącznie 17 meczów.
| Mecze i gole w reprezentacji | Mecze i gole w reprezentacji | Mecze i gole w reprezentacji | Mecze i gole w reprezentacji | Mecze i gole w reprezentacji | Mecze i gole w reprezentacji | Mecze i gole w reprezentacji |
| #                            | Data                         | Stadion                      | Rywal                        | Wynik                        | Gol                          | Rozgrywki                    |
| 2000                         | 2000                         | 2000                         | 2000                         | 2000                         | 2000                         | 2000                         |
| ---------------------------- | ---------------------------- | ---------------------------- | ---------------------------- | ---------------------------- | ---------------------------- | ---------------------------- |
| 1.                           | 02.02.2000                   | Pafos, Cypr                  | Łotwa                        | 2:0                          | 0                            | towarzyski                   |
| 2.                           | 04.04.2000                   | Larnaka, Cypr                | Gruzja                       | 1:1                          | 0                            | towarzyski                   |
| 3.                           | 02.02.2000                   | Nikozja, Cypr                | Cypr                         | 2:3                          | 0                            | towarzyski                   |
| 4.                           | 15.11.2000                   | Bukareszt, Rumunia           | Jugosławia                   | 2:1                          | 0                            | towarzyski                   |
| 5.                           | 05.12.2000                   | Annaba, Algieria             | Algieria                     | 2:3                          | 0                            | towarzyski                   |
| 6.                           | 08.11.2000                   | Annaba, Algieria             | Algieria                     | 3:2                          | 0                            | towarzyski                   |
| 2001                         |                              |                              |                              |                              |                              |                              |
| 7.                           | 26.02.2001                   | Nikozja, Cypr                | Ukraina                      | 1:0                          | 0                            | towarzyski                   |
| 8.                           | 02.06.2001                   | Bukareszt, Rumunia           | Węgry                        | 2:0                          | 0                            | el. MŚ 2002                  |
| 9.                           | 06.06.2001                   | Kowno, Litwa                 | Litwa                        | 2:1                          | 0                            | el. MŚ 2002                  |
| 10.                          | 15.08.2001                   | Lublana, Słowenia            | Słowenia                     | 2:2                          | 0                            | towarzyski                   |
| 11.                          | 06.10.2001                   | Bukareszt, Rumunia           | Gruzja                       | 1:1                          | 0                            | el. MŚ 2002                  |
| 2002                         |                              |                              |                              |                              |                              |                              |
| 12.                          | 17.04.2002                   | Bydgoszcz, Polska            | Polska                       | 2:1                          | 0                            | towarzyski                   |
| 2003                         |                              |                              |                              |                              |                              |                              |
| 13.                          | 20.08.2003                   | Donieck, Ukraina             | Ukraina                      | 2:0                          | 0                            | towarzyski                   |
| 14.                          | 06.09.2003                   | Ploeszti, Rumunia            | Luksemburg                   | 4:0                          | 0                            | el. ME 2004                  |
| 15.                          | 10.09.2003                   | Kopenhaga, Dania             | Dania                        | 2:2                          | 0                            | el. ME 2004                  |
| 16.                          | 16.11.2003                   | Ankona, Włochy               | Włochy                       | 0:1                          | 0                            | towarzyski                   |
| 2004                         |                              |                              |                              |                              |                              |                              |
| 17.                          | 27.05.2004                   | Dublin, Irlandia             | Irlandia                     | 0:1                          | 0                            | towarzyski                   |